# 聖劍學院的魔劍使
《聖劍學院的魔劍使》（簡稱）是由日本作家志瑞祐所著的輕小說系列，由遠坂朝霧擔綱插畫，經KADOKAWA旗下MF文庫J於2019年5月至2024年10月出版。截至2024年10月，該系列累計發行量已達88萬冊。改編漫畫由螢幻飛鳥作畫，在《月刊少年Ace》於2020年1月號至2025年4月號連載。改編電視動畫於2023年10月至12月播出。

## 角色列表
角色譯名皆以東立出版社的繁體中文版為準。聲優以有聲漫畫／電視動畫次序排列，僅列一人者均為電視動畫的聲優。

### 主要角色
雷歐尼斯·瑪格納斯（聲：田村睦心／井上麻里奈）
前勇者，曾經是劍聖的弟子，之後卻被人類背叛，瀕死時被「叛逆的女神」蘿潔莉亞所救並轉化為不死者。持有被蘿潔莉亞重生成魔劍的前聖劍「丹斯雷夫」，以及由蘿潔莉亞授予作為「丹斯雷夫」劍鞘的「封罪魔杖」（重生後由於身體處於10歲的時期，拔出「丹斯雷夫」使用絕技後會有全身肌肉痠痛的副作用）。對愛情方面十分遲鈍。
出生時為名叫「雷歐尼斯·謝爾特」的人類，他憑藉獨特的能力多次拯救人類。10歲就成為聖劍士，但卻遭到人類貴族的背叛和殺害。之後，叛逆的女神讓她以魔王「雷歐尼斯·戴斯·瑪格納斯」的身分復活。
黎榭莉亞·雷·克里斯塔利亞（聲：東山奈央／石川由依）
15歲。克里斯塔利亞公爵家千金。第十八小隊的隊長。
在探索死都的遺跡時，偶而喚醒沉睡該地的的雷歐。為了拯救雷歐而喪命，之後被雷歐復活，成為最上位不死者「吸血鬼女王」。以雷歐的監護人自居，與雷歐共住一個房間。聖劍為「誓約魔血劍」。後被雷歐授予英雄級裝備「真祖禮服」。實際上是「叛逆女神」蘿潔莉亞·伊什塔莉絲預定轉生用的軀體，因此能夠解開「死者之都」戴斯·霍德的封印以及被「機神」史維特萊德認證為主人。
蕾吉娜·梅賽德斯（聲：大西沙織／洲崎綾）
黎榭莉亞的女僕。真名是蕾吉娜·雷·奧提利傑，原本是奧提利傑王家的第四公主，卻由於在不祥之星出現之時出生，而被視爲不祥的象徵，幾乎被殺時被黎榭莉亞的祖父克里斯塔利亞公爵收養。
布萊卡斯·暗影王子（聲：小野健一／ 池添朋文）
雷歐尼斯的盟友，原名為布萊卡斯·沃爾迦庫。真面目是一名膚色黝黑，長有狼耳的青年。影之王國的王子，在雷歐尼斯的幫助下推翻了暴虐的前任女王雪拉札德·影之女王。過去因身中雪拉札德的詛咒而變成黑狼，其後因雪拉札德的死亡而解開詛咒恢復原貌。
夏莉·暗影刺客（聲：仲田亞理沙）
雷歐尼斯的女僕。原本是影之王國前任女王謝拉薩朵·影之女王麾下的暗殺部隊「七星」的一員。七度刺殺的雷歐失敗後成為其部下。喜歡吃甜甜圈。平時在咖啡甜品店「La·Parfait」打工。
為雷歐的第三眷屬拉庫夏莎·夢魘降臨時的容器，也是限制其力量的最後枷鎖。
拉庫夏莎·夢魘
雷歐尼斯的第三眷屬。稱號為「常暗女王」。武器為大劍「斬魂處刑劍」。一千年前被雷歐封印的「魔神」。原本是位於終焉山脈地下的黃泉之國的女王，曾與雷歐爭奪「不死者的魔王」的稱號，後被雷歐擊敗，肉體也被消滅。由於其力量與性格過於危險，因此平時被雷歐施加多重封印。必須以夏莉的身體作為容器方能現身。實際上喜歡雷歐，卻由於對方過於遲鈍因而產生恨意。
咲耶·齊格林德（聲：黑木穗乃香）
第十八小隊的攻擊手，實際年齡在小隊中最小的一員。聖劍為「雷切丸」。「鬼神王」帝佐夫·索亞的後裔。故鄉櫻蘭曾被虛獸毀滅，把偶而現身該地的席達爾克視作毀滅故鄉的仇人，因此對虛獸有極大的恨意。把布萊卡斯命名為「黑鐵毛毛丸」。
艾爾菲涅·費雷特（聲：五十嵐裕美）
第十八小隊的通訊員，出身於名門費雷特家。原本是第七小隊的攻擊手，過去因為戰爭的陰影而失去了部分聖劍的能力而改為擔任第十八小隊的通訊員。真正身份是迪因夫羅德．費雷特製造的人造人。
維拉·巨龍君主
八大魔王之一，稱號為「龍王」。人形時是留有紅色長髮、頭上長有雙角的美女。雷歐的初戀。過去領地與同為魔王的迦索斯·地獄獸的領地接壤的緣故經常大打出手，因此兩者關係相當惡劣。

### 雷歐尼斯的眷屬
聶斐史加爾（聲：森功至）
「羅格納斯三勇士」之首，為最上位不死者「巫妖長老」，稱號為「冥界法術士」。外表是手持法杖，身穿長袍的骸骨戰士。
阿米拉斯（聲：井上和彥）
「羅格納斯三勇士」之一，稱號為「冰嶽劍士」。外表是手持長劍，身穿皮甲的骸骨戰士。
鐸爾歐格（聲：楠見尚己）
「羅格納斯三勇士」之一，稱號為「地獄鬥士」。外表是手持鐵球，身穿重甲的骸骨戰士。

### 第零七戰術都市
雅璐萊·基爾列希歐（聲：齋藤千和）
「劍聖」席達爾克的弟子，雷歐的師妹。持有斬魔劍「克羅薩庫斯」。由於她從沒有見過雷歐人類時期的模樣，因此到現時為止不知道雷歐就是「不死者的魔王」。
芬瑞絲·埃德里茨（聲：內田愛美）
第十一小隊的隊長，隸屬於聖劍學院執行部。黎榭莉亞的青梅竹馬。聖劍為「魔冰群狼」。
穆澤爾·羅德斯（聲：市來光弘）
聖劍學院的學生。聖劍為「絕對支配之杖」。個性好色、卑劣。

### 人類統合帝國

#### 王族
阿爾澤斯·席達·奧提利傑
現任人類統合帝國國王，蕾吉娜的親生父親。
阿歷克塞·雷·奧提利傑
現任國王的弟弟，蕾吉娜的叔父。與黎榭莉亞的父親愛德華互為好友。
莎託蕾詩·雷·奧提利傑
奧提利傑王家的第三公主，蕾吉娜的姐姐。
阿爾缇莉雅·雷·奧提利傑（聲：木野日菜）
12歲，奧提利傑王家的第四公主（實際上的第五公主），蕾吉娜的妹妹。

### 八大魔王
雷歐尼斯·謝亞特（聲：平川大輔）
八大魔王之一，稱號為「不死者的魔王」。在聖神曆447年時，被六英雄擊敗後，發動了轉生咒術重構肉體，卻由於在700年前被分為兩個世界，本人也被一分之二，靈魂和人類時期的姿態的自己留在死都沉睡，直至被黎榭莉亞喚醒並且以雷歐尼斯·戴斯·瑪格納斯的身份存活；而「不死者的魔王」姿態的自己則被分離到不祥之星。
利維茲·深海
八大魔王之一，稱號為「海王」。外表是留有紫色長髮的的美女。實際上是二位一體的魔王，當身為海妖精族的利維茲與其半身利維坦合體時就是八大魔王最強的一員。與維拉一同闖入第十八小隊的宿舍，聲稱是雷歐從小失散的姐姐。
迦索斯·地獄獸
八大魔王之一，稱號為「獸王」。外表是一名右眼有傷痕、身穿西裝的白虎型獸人。專用武器是「獸魔劍．巨獸大劍」。典型的戰鬥狂，個性十分好戰、有武將風範。在雷歐第二次被捲入異界時，出現在夏莉打工的咖啡甜品店「La·Parfait」。
亞茲拉·伊爾
八大魔王之一，稱號為「異界魔神」。與雷歐尼斯是唯二宣誓效忠「叛逆的女神」蘿潔莉亞的魔王。本身是沒有形體概念的精神生命體，必須依附在作為容器的生命體方能使用力量。現時附身於黎榭莉亞父親愛德華·雷·克里斯塔利亞的身體，與虛獸陣營處於敵對狀態。
帝佐夫·索亞
八大魔王之一，稱號為「鬼神王」，咲耶的祖先。專用武器是長達十米的巨大大太刀「殺龍丸」。後被虛獸化的席達爾克吸收。
史維特萊德·終結者
八大魔王之一，稱號為「機神」。神靈族製造的七台戰姬中僅存的一台。外表是留有淺藍色長髮的的美女。由於本身是機器，因此沒有靈魂，所以不會受虛無的侵蝕。把偶而出現在異界的烏爾．修卡璐的黎榭莉亞認證為自己的主人。
佐爾·瓦迪斯
八大魔王之一，稱號為「流浪的魔王」。在蘿潔莉亞與八大魔王出現前，君臨地表的舊魔王。前勇者，後墮落成為魔王。最後被勇者時期的雷歐討伐。其後一度復活，被雷歐擊敗後加入蘿潔莉亞陣營。

### 六英雄
亞拉奇爾·德古拉迪歐斯（聲：菅生隆之）
六英雄之一，稱號為「大賢者」。
媞雅蕾斯·里薩列庫提亞（聲：大原沙耶香）
六英雄之一，稱號為「聖女」。
席達爾克·辛·伊格尼斯
六英雄之一，稱號為「劍聖」。六英雄最強的一員。雷歐尼斯與雅璐萊的師父。過去曾出現在咲耶的故鄉櫻蘭。
基斯雅克·聖龍
六英雄之一，稱號為「龍神」。
迪路達·魔導師
六英雄之一，稱號為「大魔導師」。透過奪取別人的身體維持生命。本體被放置在第零七戰術都市的第八區塊之內。最終本體被艾爾菲涅毀滅。

### 使徒
修達伊札·虛獸騎士
虛獸君主之一，虛無女神的使徒第四位。稱號為「冥府騎士」。
波爾札沙·虛獸君主
虛獸君主之一，虛無女神的使徒第七位。稱號為「魔怪公爵」。
伊莉絲·虛獸
虛獸君主之一，虛無女神的使徒第九位。原本是「不死者的魔王」時期雷歐的部下。
波爾札沙·聶列蓋鐸斯·虛獸戴斯特洛伊亞
虛獸君主之一，虛無女神的使徒第十位。稱號為「海魔王」。
涅法肯斯·雷札德（聲：阿部敦）
虛獸君主之一，虛無女神的使徒第十三位。原本是「異界魔神」亞茲拉·伊爾的心腹。後來被六英雄之中的「大魔導師」迪路達·魔導師奪取了身體。
雪拉札德·暗影皇后
影之王國的前任女王。一千年前被雷歐和布萊卡斯聯手推翻，因此對二人懷有極大的恨意。

### 其他
蘿潔莉亞·伊什塔莉絲（聲：加隈亞衣）
神靈族的遺民，稱號為「叛逆女神」。雷歐尼斯宣誓效忠的對象。由於知道光輝陣營的眾神已被虛無侵蝕而選擇反叛。希望雷歐能找到真正的自己，假如自己變得不再是自己時把自己殺死。黎榭莉亞是她原定轉生用的軀體，卻由於黎榭莉亞的意外死亡而無法如願。
愛德華·雷·克里斯塔利亞（聲：山口翔平）
黎榭莉亞的父親，爵位為「公爵」。第零三戰術都市的統治者。擅長古文。被認為過去與虛獸戰爭中戰死，現時與亞茲拉·伊爾合作，共用一個身體。

## 出版書籍

### 輕小說
| 卷數 | KADOKAWA       | KADOKAWA               | 東立出版社     | 東立出版社                           |
| 卷數 | 發售日期       | ISBN                   | 發售日期       | EAN / ISBN                           |
| ---- | -------------- | ---------------------- | -------------- | ------------------------------------ |
| 1    | 2019年5月25日  | ISBN 978-4-04-065672-4 | 2020年4月16日  | EAN 471-060-104-192-5（首刷附錄版）  |
| 2    | 2019年9月25日  | ISBN 978-4-04-064003-7 | 2020年11月26日 | EAN 471-060-104-362-2（首刷附錄版）  |
| 3    | 2020年1月24日  | ISBN 978-4-04-064331-1 | 2021年2月8日   | EAN 471-060-104-438-4（首刷限定版）  |
| 4    | 2020年5月25日  | ISBN 978-4-04-064657-2 | 2021年5月24日  | ISBN 978-957-266-983-9（首刷限定版） |
| 5    | 2020年9月25日  | ISBN 978-4-04-064944-3 | 2021年11月8日  | ISBN 978-957-267-877-0（首刷限定版） |
| 6    | 2020年1月25日  | ISBN 978-4-04-680164-7 | 2022年4月1日   | ISBN 978-957-268-549-5（首刷限定版） |
| 7    | 2021年5月25日  | ISBN 978-4-04-680443-3 | 2022年7月18日  | ISBN 978-957-269-400-8（首刷限定版） |
| 8    | 2021年10月25日 | ISBN 978-4-04-680844-8 | 2022年12月1日  | ISBN 978-626-347-287-7（首刷限定版） |
| 9    | 2022年2月25日  | ISBN 978-4-04-681186-8 | 2023年1月18日  | ISBN 978-626-347-836-7（首刷限定版） |
| 10   | 2022年6月24日  | ISBN 978-4-04-681472-2 | 2023年4月24日  | ISBN 978-626-360-486-5（首刷限定版） |
| 11   | 2022年11月25日 | ISBN 978-4-04-681935-2 | 2023年7月3日   | ISBN 978-626-372-156-2（首刷限定版） |
| 12   | 2023年3月25日  | ISBN 978-4-04-682325-0 | 2023年10月16日 | ISBN 978-626-372-848-6               |
| 13   | 2023年7月25日  | ISBN 978-4-04-682661-9 | 2024年1月15日  | ISBN 978-626-020-335-1               |
| 14   | 2023年11月25日 | ISBN 978-4-04-683079-1 | 2024年4月29日  | ISBN 978-626-021-086-1               |
| 15   | 2024年4月25日  | ISBN 978-4-04-683472-0 | 2024年10月24日 | ISBN 978-626-021-676-4               |
| 16   | 2024年10月25日 | ISBN 978-4-04-684172-8 |                |                                      |

### 漫畫
| 卷數 | KADOKAWA       | KADOKAWA               | 東立出版社     | 東立出版社             |
| 卷數 | 發售日期       | ISBN                   | 發售日期       | ISBN                   |
| ---- | -------------- | ---------------------- | -------------- | ---------------------- |
| 1    | 2020年5月26日  | ISBN 978-4-04-109444-0 | 2021年11月4日  | ISBN 978-957-26-6195-6 |
| 2    | 2020年10月26日 | ISBN 978-4-04-109445-7 | 2023年12月11日 | ISBN 978-957-26-6196-3 |
| 3    | 2021年5月26日  | ISBN 978-4-04-111370-7 |                |                        |
| 4    | 2021年10月26日 | ISBN 978-4-04-111930-3 |                |                        |
| 5    | 2022年6月24日  | ISBN 978-4-04-112631-8 |                |                        |
| 6    | 2023年3月25日  | ISBN 978-4-04-113361-3 |                |                        |
| 7    | 2023年9月26日  | ISBN 978-4-04-114115-1 |                |                        |
| 8    | 2023年12月26日 | ISBN 978-4-04-114435-0 |                |                        |
| 9    | 2024年9月25日  | ISBN 978-4-04-115291-1 |                |                        |
| 10   | 2025年3月24日  | ISBN 978-4-04-116054-1 |                |                        |

## 電視動畫
2021年10月21日，宣佈正在進行改編電視動畫的企劃。

### 製作人員
- 原作：志瑞祐
- 導演：森田宏幸
- 系列構成：岡田邦彥
- 人物原案：遠坂朝霧、螢幻飛鳥
- 動畫製作：Passione

### 主題曲
片頭曲「1000年愛」
主唱、作詞：藤川千愛，作曲、編曲：藤永龍太郎
片尾曲
主唱、作詞、作曲：果步，編曲：森川祐樹

### 各話列表
| 話數   | 日文標題 | 中文標題       | 劇本     | 分鏡                                             | 演出                | 作畫監督 | 總作畫監督                 | 首播日期       |
| ------ | -------- | -------------- | -------- | ------------------------------------------------ | ------------------- | --- | -------------------------- | -------------- |
| ep｜01 |          | 魔王復活       | 岡田邦彥 | 森田宏幸                                         | 江尻隆秀 由井翠     | 早坂皋月、出雲譽眀 | 野口孝行                   | 2023年 10月3日 |
| ep｜02 |          | 被背負的命運   | 岡田邦彥 | 二村秀樹                                         | 武本大樹            | LAZZ | 野口孝行 早坂皋月          | 10月10日       |
| ep｜03 |          | 覺醒之魂       | 岡田邦彥 | 吉川博明                                         | 多田野緋兔 武本大樹 | 鶴田愛、橋爪伸彌、LAZZ 、伊藤美海 高菜、 | 野口孝行 LAZZ              | 10月17日       |
| ep｜04 |          | 久遠遺恨的胎動 | 岡田邦彥 | 由井翠                                           | 由井翠              | 久保沙也香、橋爪伸彌 高菜、伊藤美海 、鶴田愛                                                                                                | 野口孝行 早坂皐月 LAZZ     | 10月24日       |
| ep｜05 |          | 大狂騷         | 岡田邦彥 | 森友宏樹、橫田和彦 武本大樹、江尻隆秀 多田野緋兔 | 森友宏樹            | 安達佑、小笠原麻美 川島勝、武本大介 、 | 不適用                     | 10月31日       |
| ep｜06 |          | 魔王的覺悟     | 岡田邦彥 | 島津裕行                                         | 貴田祐太            | 飯飼一幸、宇都木勇 中村與史子、齊藤香織 金田榮二、松本惠子、星月動畫 高菜、伊藤美海 、出雲譽明 久保沙也香、鶴田愛 LAZZ、安達佑、 橋爪伸彌、 | 野口孝行                   | 11月7日        |
| ep｜07 |          | 公主的隱藏情感 | 岡田邦彥 | 松井仁                                           | 多田野緋兔          | 橋爪伸彌、川島勝 山根葵、星野真澄 小笠原麻美、 LAZZ、ECHO Animation                                                                         | 中野圭哉 野口孝行 早坂皐月 | 11月14日       |
| ep｜08 |          | 永不消失的羈絆 | 岡田邦彥 | 杉島邦久                                         | 江尻隆秀            | 、伊藤美海 Phung Yen Phuong Mguyen Thi Lan Ngoc LAZZ、小笠原麻美 橋爪伸彌、 高菜、山根葵、 出雲譽明、                                       | 野口孝行 中野圭哉          | 11月21日       |
| ep｜09 |          | 廢都出現       | 岡田邦彥 | 林直孝                                           | 森友宏樹            | LAZZ、橋爪伸彌 安達佑、小笠原麻美 、山根葵 、 伊藤美海、高菜、 Nguyen Thi Lan Ngoc Phung Yen Phuong                                         | 中野圭哉                   | 11月28日       |
| ep｜10 |          | 妖精勇者       | 岡田邦彥 | 松井仁之                                         | 貴田祐太            | 久保沙也香、山根葵、小笠原麻美 、 Nguyen Thi Lan Ngoc Phung Yen Phuong 橋爪伸彌、                                                           | 野口孝行 LAZZ              | 12月5日        |
| ep｜11 |          | 女神之聲       | 岡田邦彥 | 島津裕行                                         | 武本大樹            | 川島勝、伊藤美海、高菜 橋爪伸彌、金田榮二、安達佑 、 久保沙也香、 Phung Yen Phuong Nguyen Thi Lan Ngoc LAZZ、 、小笠原麻美 、               | 野口孝行 中野圭哉          | 12月12日       |
| ep｜12 |          | 魔劍的真相     | 岡田邦彥 | 杉島邦久                                         | 多田野緋兔 江尻隆秀 | 川島勝、 、LAZZ、高菜 橋爪伸彌、伊藤美海 、 久保沙也香、小笠原麻美 、安達佑、出雲譽明                                                       | 野口孝行                   | 12月19日       |

### 播映平台
| 放送期間        | 放送時間                     | 放送局     | 對象區域   | 備註                                               |
| --------------- | ---------------------------- | ---------- | ---------- | -------------------------------------------------- |
| 2023年10月3日－ | 火曜 1:30 - 2:00（月曜深夜） | 東京電視台 | 關東廣域圏 |                                                    |
|                 | 火曜 21:30 - 22:00           | AT-X       | 日本全域   | CS放送 / 字幕放送 / 可重複放送                     |
| 2023年10月6日－ | 金曜 0:30 - 1:00（木曜深夜） | BS富士     | 日本全域   | 製作参加 / BS/4K 8Kテレビ放送 / 『アニメギルド』枠 |

| 配信開始日 | 配信時間                   | 配信平台                   | 備註           |
| --- | -------------------------- | -------------------------- | -------------- |
| 2023年9月26日 | 火曜 1:30（月曜深夜） 更新 | ABEMA Premium              | 月額見放題     |
| | 2023年10月3日              | 火曜 2:00（月曜深夜） 更新 | ABEMA          |
| 月額見放題 |                            |                            |                |
| DMM TV  milplus DOCOMO動畫商城 Amazon Prime Video FOD TELASA HAPPY!動画 Niconico頻道 Hulu 萬代頻道 J:COMオンデマンド  U-NEXT | 個別課金                   |                            | 2023年10月10日 |
| 火曜 2:00（月曜深夜） 更新 | Niconico頻道               | 月額見放題                 |                |

| 播映地區                       | 播映平台                       | 播映日期                | 播映時間              | 備註     |
| ------------------------------ | ------------------------------ | ----------------------- | --------------------- | -------- |
| 台灣                           | 巴哈姆特動畫瘋                 | 2023年10月3日－12月19日 | 星期二 01:00（UTC+8） | [ 註 2 ] |
| 台灣                           | KKTV                           | 2023年10月3日－12月19日 | 星期二 01:00（UTC+8） | [ 註 2 ] |
| 台灣                           | LINE TV                        | 2023年10月3日－12月19日 | 星期二 01:00（UTC+8） | [ 註 2 ] |
| 台灣                           | LiTV 線上影視                  | 2023年10月3日－12月19日 | 星期二 01:00（UTC+8） | [ 註 2 ] |
| 台灣                           | Ofiii 歐飛                     | 2023年10月3日－12月19日 | 星期二 01:00（UTC+8） | [ 註 2 ] |
| 台灣                           | friDay影音                     | 2023年10月3日－12月19日 | 星期二 01:00（UTC+8） | [ 註 2 ] |
| 台灣                           | MyVideo                        | 2023年10月3日－12月19日 | 星期二 01:00（UTC+8） | [ 註 2 ] |
| 台灣                           | Hami Video                     | 2023年10月3日－12月19日 | 星期二 01:00（UTC+8） | [ 註 2 ] |
| 台灣                           | 中華電信MOD                    | 2023年10月3日－12月19日 | 星期二 01:00（UTC+8） | [ 註 2 ] |
| 愛奇藝國際版 服務地區          |                                | 2023年10月3日－12月19日 | 星期二 01:00（UTC+8） | [ 註 2 ] |
| 「It's Anime」YouTube 服務地區 | 「It's Anime」YouTube 服務地區 | 2023年10月3日－12月19日 | 星期二 01:00（UTC+8） | [ 30 ]   |

### BD
| 卷 | 發售日         | 收錄話        | 規格編號  |
| -- | -------------- | ------------- | --------- |
| 上 | 2023年12月27日 | 第1話－第6話  | COXC-1328 |
| 下 | 2024年2月28日  | 第7話－第12話 | COXC-1329 |

## 註腳

### 來源
1. ↑  『聖剣学院の魔剣使い』公式 [@SEIKEN_MAKEN].  (推文). 2021-10-21  [2021-10-22] –Twitter.
2. ↑  . KADOKAWA.   [2024-10-25] （日语）.
3. ↑  . Comic Natalie. 2019-11-26  [2025-02-26] （日语）.
4. ↑  . Comic Natalie. 2025-02-26  [2025-02-26] （日语）.
5. 1 2 3 4  . Natalie. 2020-05-26  [2021-10-23]. （原始内容存档于2022-06-27） （日语）.
6. ↑  . 東立.   [2024-06-09] （中文（臺灣））.
7. ↑  . 東立.   [2024-06-09]. （原始内容存档于2024-06-08） （中文（臺灣））.
8. ↑  . 東立.   [2024-06-09]. （原始内容存档于2024-06-08） （中文（臺灣））.
9. ↑  . 東立.   [2024-06-09]. （原始内容存档于2024-06-08） （中文（臺灣））.
10. ↑  . 東立.   [2024-06-09]. （原始内容存档于2024-06-08） （中文（臺灣））.
11. ↑  . 東立.   [2024-06-09]. （原始内容存档于2024-06-08） （中文（臺灣））.
12. ↑  . 東立.   [2024-06-09]. （原始内容存档于2024-06-08） （中文（臺灣））.
13. ↑  . 東立.   [2024-06-09]. （原始内容存档于2024-06-08） （中文（臺灣））.
14. ↑  . 東立.   [2024-06-09]. （原始内容存档于2024-06-08） （中文（臺灣））.
15. ↑  . KADOKAWA.   [2022-06-11]. （原始内容存档于2022-06-27） （日语）.
16. ↑  . 東立.   [2024-06-09]. （原始内容存档于2024-06-08） （中文（臺灣））.
17. ↑  . 東立.   [2024-06-09]. （原始内容存档于2024-06-08） （中文（臺灣））.
18. ↑  . 東立.   [2024-06-09]. （原始内容存档于2024-06-08） （中文（臺灣））.
19. ↑  . 東立.   [2024-06-09]. （原始内容存档于2024-06-08） （中文（臺灣））.
20. ↑  . 東立.   [2024-06-09]. （原始内容存档于2024-08-01） （中文（臺灣））.
21. ↑  . 東立.   [2024-06-09]. （原始内容存档于2024-06-08） （中文（臺灣））.
22. ↑  . 東立.   [2024-06-09]. （原始内容存档于2024-06-08） （中文（臺灣））.
23. ↑  . KADOKAWA.   [2022-06-17]. （原始内容存档于2022-06-17） （日语）.
24. ↑  . 巴哈姆特電玩資訊站. 2021-10-21  [2021-10-22]. （原始内容存档于2022-06-27） （中文（臺灣））.
25. ↑  @SEIKEN_MAKEN.  (推文). 2021-10-21  [2022-03-26] –Twitter （日语）.
26. 1 2  . コミックナタリー. ナターシャ. 2023-07-24  [2023-11-02]. （原始内容存档于2023-07-25） （日语）.
27. ↑  . 電視動畫「聖劍學院的魔劍使」官方網站.   [2023-09-19]. （原始内容存档于2023-09-19） （日语）.
28. 1 2  . 電視動畫「聖劍學院的魔劍使」官方網站.   [2023-10-02]. （原始内容存档于2023-12-22） （日语）.
29. ↑  . AT-X. エー・ティー・エックス.   [2023-09-27]. （原始内容存档于2023-09-27） （日语）.
30. ↑  . 「It's Anime」YouTube頻道. 2023-10-10  [2023-12-05]. （原始内容存档于2023-12-30）.
31. ↑  . TVアニメ「聖剣学院の魔剣使い」公式サイト.   [2023-10-29]. （原始内容存档于2023-12-27） （日语）.

## 外部連結
- 小說特設網站（日語）
- 漫畫官方網站（日語）
- 官方的X（前Twitter）（日語）
- 電視動畫官方網站（日語）